# Elecciones legislativas de Ecuador de 1996
Las elecciones legislativas de Ecuador de 1996 se celebraron el domingo 19 de mayo de 1996 para la elección de los 82 diputados que conformarían el Congreso Nacional del Ecuador en el período 1996-2000 para diputados nacionales y 1996-1998 para diputados provinciales. El mismo día tuvieron lugar las elecciones presidenciales en las que se eligió al Presidente y Vicepresidente Constitucional del Ecuador para periodo 1996-2000.

## Escaños
- 12 diputados nacionales
- 70 diputados provinciales

| Provincia        | Escaños | Provincia  | Escaños |
| ---------------- | ------- | ---------- | ------- |
| Azuay            | 4       | Bolívar    | 2       |
| Cañar            | 2       | Carchi     | 2       |
| Chimborazo       | 3       | Cotopaxi   | 3       |
| El Oro           | 3       | Esmeraldas | 3       |
| Galápagos        | 2       | Guayas     | 10      |
| Imbabura         | 3       | Loja       | 3       |
| Los Ríos         | 4       | Manabí     | 5       |
| Morona Santiago  | 2       | Napo       | 2       |
| Pastaza          | 2       | Pichincha  | 8       |
| Sucumbíos        | 2       | Tungurahua | 3       |
| Zamora Chinchipe | 2       |            |         |

## Resultados
Partidos con representación parlamentaria
| Partido | Partido | Partido                                                                                              | Lista Nacional | Lista Nacional | Lista Nacional | Listas Provinciales | Listas Provinciales | Listas Provinciales | Total | Total       |
| Partido | Partido | Partido                                                                                              | Votos          | %              | Dip.           | Votos               | %                   | Dip.                | Dip.  | ±           |
| ------- | ------- | --- | -------------- | -------------- | -------------- | ------------------- | ------------------- | ------------------- | ----- | ----------- |
| 6       |         | Partido Social Cristiano (PSC)                                                                       | 1.069.977      | 30,36          | 4              | 983.850             | 27,89               | 24                  | 28    | 2           |
| 10      |         | Partido Roldosista Ecuatoriano (PRE)                                                                 | 718.983        | 20,40          | 3              | 752.276             | 21,32               | 16                  | 19    | 8           |
| 18      |         | Movimiento de Unidad Plurinacional Pachakutik-Nuevo País (MUPP-NP)                                   | 379.056        | 10,76          | 1              | 251.488             | 7,13                | 7                   | 8     | Nuevo       |
| 5       |         | Democracia Popular (DP)                                                                              | 370.311        | 10,51          | 1              | 418.381             | 11,86               | 10                  | 11    | 5           |
| 2 14    |         | Frente Democrático NacionalFrente Radical Alfarista (FRA) Partido Liberal Radical Ecuatoriano (PLRE) | 243.411        | 6,91           | 1              | 153.481             | 4,35                | 2                   | 3     | 1           |
| 12      |         | Izquierda Democrática (ID)                                                                           | 219.536        | 6,23           | 1              | 251.505             | 7,13                | 3                   | 4     | 3           |
| 15      |         | Movimiento Popular Democrático (MPD)                                                                 | 153.714        | 4,36           | 1              | 150.176             | 4,26                | 1                   | 2     | 5           |
| 13      |         | Acción Popular Revolucionaria Ecuatoriana (APRE)                                                     | 105.902        | 3,01           | 0              | 123.732             | 3,51                | 2                   | 2     | Sin cambios |
| 4       |         | Concentración de Fuerzas Populares (CFP)                                                             | 80.245         | 2,28           | 0              | 68.070              | 1,93                | 1                   | 1     | 1           |
| 1       |         | Partido Conservador Ecuatoriano (PCE)                                                                | 72.434         | 2,06           | 0              | 79.794              | 2,26                | 2                   | 2     | 6           |
| 17      |         | Partido Socialista-Frente Amplio (PS-FA)                                                             | 43.621         | 1,24           | 0              | 46.462              | 1,32                | 0                   | 0     | 1           |
| 16      |         | Unión Popular Latinoamericana (UPL)                                                                  | 28.998         | 0,82           | 0              | 17.612              | 0,50                | 0                   | 0     | Sin cambios |
| 14      |         | Frente Radical Alfarista (FRA)                                                                       | 22.987         | 0,65           | 0              | 39.565              | 1,12                | 0                   | 0     | Sin cambios |
| 20      |         | Movimiento Insurgencia Transformadora Independiente (MITI)                                           | 14.771         | 0,41           | 0              | 3.016               | 0,09                | 0                   | 0     | Sin cambios |
| 22      |         | Movimiento Liberación Provincial (MLP)                                                               | -              | -              | 0              | 122.847             | 3,48                | 2                   | 2     | Nuevo       |
|         |         | Otros Partidos                                                                                       | -              | -              | 0              | 65.875              | 1,85                | 0                   | 0     | Sin cambios |
|         |         | |                |                |                |                     |                     |                     |       |             |
|         |         | Votos válidos                                                                                        | 3.523.946      | 77,94          |                | 3.528.130           | 78,12               |                     |       |             |
|         |         | Votos nulos/en blanco                                                                                | 997.261        | 22,06          | 988.067        | 21,88               |                     |                     |       |             |
|         |         | TOTAL                                                                                                | 4.521.207      | 100,00         | 12             | 4.516.197           | 100,00              | 70                  | 82    | 5           |
|         |         | Registrados/Participación                                                                            | 6.662.003      | 67,87          | 3.18           | 6.662.003           | 67,79               | 2.30                | 2.30  |             |

### Escaños obtenidos por provincia y diputados a nivel nacional
| Provincias       |    |    |   |    |   |   |   |   |   |   |   | Total |
| ---------------- | -- | -- | - | -- | - | - | - | - | - | - | - | ----- |
| Nacional         | 4  | 3  | 1 | 1  | 1 | 1 | 1 |   |   |   |   | 12    |
| Azuay            | 1  |    | 2 | 1  |   |   |   |   |   |   |   | 4     |
| Bolívar          | 1  |    |   | 1  |   |   |   |   |   |   |   | 2     |
| Cañar            | 1  |    |   |    | 1 |   |   |   |   |   |   | 2     |
| Carchi           |    | 1  |   |    |   |   |   |   |   | 1 |   | 2     |
| Chimborazo       |    | 1  | 1 | 1  |   |   |   |   |   |   |   | 3     |
| Cotopaxi         |    |    | 1 |    |   |   |   | 2 |   |   |   | 3     |
| El Oro           | 1  | 1  |   |    |   | 1 |   |   |   |   |   | 3     |
| Esmeraldas       | 1  | 2  |   |    |   |   |   |   |   |   |   | 3     |
| Galápagos        | 1  |    |   | 1  |   |   |   |   |   |   |   | 2     |
| Guayas           | 5  | 3  |   |    |   |   |   |   |   |   | 2 | 10    |
| Imbabura         | 1  | 2  |   |    |   |   |   |   |   |   |   | 3     |
| Loja             | 1  | 1  |   |    |   |   |   |   | 1 |   |   | 3     |
| Los Ríos         | 2  | 2  |   |    |   |   |   |   |   |   |   | 4     |
| Manabí           | 2  | 2  |   | 1  |   |   |   |   |   |   |   | 5     |
| Morona Santiago  | 1  |    |   |    |   | 1 |   |   |   |   |   | 2     |
| Napo             |    |    | 1 | 1  |   |   |   |   |   |   |   | 2     |
| Pastaza          |    |    | 1 |    |   |   | 1 |   |   |   |   | 2     |
| Pichincha        | 2  | 1  | 1 | 2  | 1 | 1 |   |   |   |   |   | 8     |
| Sucumbíos        | 1  |    |   | 1  |   |   |   |   |   |   |   | 2     |
| Tungurahua       | 2  |    |   |    |   |   |   |   |   | 1 |   | 3     |
| Zamora Chinchipe | 1  |    |   | 1  |   |   |   |   |   |   |   | 2     |
| Total            | 28 | 19 | 8 | 11 | 3 | 4 | 2 | 2 | 1 | 2 | 2 | 82    |

## Nómina de diputados electos

### Nacionales
| Partido                                                      | Diputado                 | Diputado             | Diputado                    |
| ------------------------------------------------------------ | ------------------------ | -------------------- | --------------------------- |
| Partido Social Cristiano                                     |                          | Heinz Moeller Freile | Heinz Moeller Freile        |
| Partido Social Cristiano                                     | Simón Bustamante Vera    |                      |                             |
| Partido Social Cristiano                                     | Marco Flores Troncoso    |                      |                             |
| Partido Social Cristiano                                     | Enrique Ponce Luque      |                      |                             |
| Partido Roldosista Ecuatoriano                               |                          |                      | Jacobo Bucaram Ortiz        |
| Partido Roldosista Ecuatoriano                               |                          | Marco Proaño Maya    |                             |
| Partido Roldosista Ecuatoriano                               | Luis Villacreses Colmont |                      |                             |
| Democracia Popular                                           |                          |                      | Carlos Vallejo López        |
| Frente Radical Alfarista Partido Liberal Radical Ecuatoriano |                          |                      | Fabián Alarcón Rivera (FRA) |
| Izquierda Democrática                                        |                          |                      | Raúl Baca Carbo             |
| Movimiento Popular Democrático                               |                          | Gustavo Terán Acosta | Gustavo Terán Acosta        |
| Pachakutik-Nuevo País                                        |                          |                      | Luis Macas Ambuludi         |

### Provinciales

#### Azuay
| Partido                  | Diputado            | Diputado              |
| ------------------------ | ------------------- | --------------------- |
| Pachakutik-Nuevo País    |                     | Miguel López Moreno   |
| Pachakutik-Nuevo País    | Rosendo Rojas Reyes |                       |
| Partido Social Cristiano |                     | Susana González Muñoz |
| Democracia Popular       |                     | José Cordero Acosta   |

#### Bolívar
| Partido                  | Diputado | Diputado             |
| ------------------------ | -------- | -------------------- |
| Democracia Popular       |          | Hermel Campaña Baux  |
| Partido Social Cristiano |          | Gilberto Vaca García |

#### Cañar
| Partido                                                      | Diputado | Diputado                     |
| ------------------------------------------------------------ | -------- | ---------------------------- |
| Partido Social Cristiano                                     |          | Milton Ordóñez Garate        |
| Frente Radical Alfarista Partido Liberal Radical Ecuatoriano |          | Nelson León Sarmiento (PLRE) |

#### Carchi
| Partido                         | Diputado | Diputado              |
| ------------------------------- | -------- | --------------------- |
| Partido Conservador Ecuatoriano |          | Homero Fuertes Romero |
| Partido Roldosista Ecuatoriano  |          | Andrés Romo Molina    |

#### Chimborazo
| Partido                        | Diputado | Diputado                   | Diputado                   |
| ------------------------------ | -------- | -------------------------- | -------------------------- |
| Partido Roldosista Ecuatoriano |          | Estuardo Gavilánez Ramos   | Estuardo Gavilánez Ramos   |
| Democracia Popular             |          | Fernando Rodríguez Paredes | Fernando Rodríguez Paredes |
| Pachakutik-Nuevo País          |          |                            | Miguel Lluco Tigze         |

#### Cotopaxi
| Partido                                   | Diputado          | Diputado               |
| ----------------------------------------- | ----------------- | ---------------------- |
| Acción Popular Revolucionaria Ecuatoriana |                   | Leonidas Plaza Sommers |
| Acción Popular Revolucionaria Ecuatoriana | Germán Pozo Yépez |                        |
| Pachakutik-Nuevo País                     |                   | Leonidas Iza Quinatoa  |

#### El Oro
| Partido                        | Diputado | Diputado               | Diputado               |
| ------------------------------ | -------- | ---------------------- | ---------------------- |
| Partido Social Cristiano       |          | Hoover Encalada Erraez | Hoover Encalada Erraez |
| Partido Roldosista Ecuatoriano |          | Harry Álvarez García   | Harry Álvarez García   |
| Izquierda Democrática          |          |                        | Franco Romero Loayza   |

#### Esmeraldas
| Partido                        | Diputado             | Diputado          |
| ------------------------------ | -------------------- | ----------------- |
| Partido Roldosista Ecuatoriano |                      | Homero López Saud |
| Partido Roldosista Ecuatoriano | Marco Proaño Salgado |                   |
| Partido Social Cristiano       |                      | Carlos Saud Saud  |

#### Galápagos
| Partido                  | Diputado | Diputado            | Diputado                   |
| ------------------------ | -------- | ------------------- | -------------------------- |
| Democracia Popular       |          | Eduardo Véliz Véliz | Eduardo Véliz Véliz        |
| Partido Social Cristiano |          |                     | Alfredo Serrano Valladares |

#### Guayas
| Partido                          | Diputado               | Diputado                     | Diputado                     |
| -------------------------------- | ---------------------- | ---------------------------- | ---------------------------- |
| Partido Social Cristiano         |                        | Isidro Romero Carbo          | Isidro Romero Carbo          |
| Partido Social Cristiano         |                        | Rafael Cuesta Caputi         |                              |
| Partido Social Cristiano         | Franklin Verduga Vélez |                              |                              |
| Partido Social Cristiano         | Mauricio Salem Mendoza |                              |                              |
| Partido Social Cristiano         | Odette Haboud Abifadel |                              |                              |
| Partido Roldosista Ecuatoriano   |                        | Fernando Rosero González     | Fernando Rosero González     |
| Partido Roldosista Ecuatoriano   | Miguel Salem Kronfle   |                              |                              |
| Partido Roldosista Ecuatoriano   | Eduardo Azar Mejía     |                              |                              |
| Movimiento Liberación Provincial |                        | Juan José Illingworth Niemes | Juan José Illingworth Niemes |
| Movimiento Liberación Provincial | Walter Valdano Raffo   |                              |                              |

#### Imbabura
| Partido                        | Diputado            | Diputado              |
| ------------------------------ | ------------------- | --------------------- |
| Partido Roldosista Ecuatoriano |                     | Ramiro Aguilar Pozo   |
| Partido Roldosista Ecuatoriano | Michel Saud Galindo |                       |
| Partido Social Cristiano       |                     | Fernando Madera Erazo |

#### Loja
| Partido                            | Diputado | Diputado                  |
| ---------------------------------- | -------- | ------------------------- |
| Partido Roldosista Ecuatoriano     |          | Líder Padilla Torres      |
| Concentración de Fuerzas Populares |          | Jorge Montero Rodríguez   |
| Partido Social Cristiano           |          | Pío Oswaldo Cueva Puertas |

#### Los Ríos
| Partido                        | Diputado                | Diputado               |
| ------------------------------ | ----------------------- | ---------------------- |
| Partido Social Cristiano       |                         | Walter Andrade Fajardo |
| Partido Social Cristiano       | Luis Borja Farah        |                        |
| Partido Roldosista Ecuatoriano |                         | Jorge Marún Rodríguez  |
| Partido Roldosista Ecuatoriano | Patricio Viteri Esteves |                        |

#### Manabí
| Partido                        | Diputado               | Diputado                    | Diputado                 |
| ------------------------------ | ---------------------- | --------------------------- | ------------------------ |
| Partido Social Cristiano       |                        | César Acosta Vásquez        | César Acosta Vásquez     |
| Partido Social Cristiano       |                        | Tito Nilton Mendoza Guillén |                          |
| Partido Roldosista Ecuatoriano |                        | Emilio Rupertti Dueñas      | Emilio Rupertti Dueñas   |
| Partido Roldosista Ecuatoriano | Jaime Coello Izquierdo |                             |                          |
| Democracia Popular             |                        |                             | Richard Guillem Zambrano |

#### Morona Santiago
| Partido               | Diputado | Diputado               |
| --------------------- | -------- | ---------------------- |
| Izquierda Democrática |          | Mario Meza Freire      |
| Democracia Popular    |          | Carlos Medina Gallegos |

#### Napo
| Partido               | Diputado | Diputado                  |
| --------------------- | -------- | ------------------------- |
| Democracia Popular    |          | Estuardo Hidalgo Bifarini |
| Pachakutik-Nuevo País |          | José Avilés Huatatoca     |

#### Pastaza
| Partido                        | Diputado | Diputado                 | Diputado                 |
| ------------------------------ | -------- | ------------------------ | ------------------------ |
| Movimiento Popular Democrático |          |                          | Raúl Tello Benalcázar    |
| Pachakutik-Nuevo País          |          | Héctor Villamil Gualinga | Héctor Villamil Gualinga |

#### Pichincha
| Partido                                                      | Diputado | Diputado                    | Diputado                    |
| ------------------------------------------------------------ | -------- | --------------------------- | --------------------------- |
| Democracia Popular                                           |          | César Verduga Vélez         | César Verduga Vélez         |
| Democracia Popular                                           |          | Alexandra Vela Puga         |                             |
| Partido Social Cristiano                                     |          | Álvaro Pérez Intriago       | Álvaro Pérez Intriago       |
| Partido Social Cristiano                                     |          | Luis Chiriboga Acosta       |                             |
| Partido Roldosista Ecuatoriano                               |          | Santiago Bucaram Ortiz      | Santiago Bucaram Ortiz      |
| Izquierda Democrática                                        |          |                             | Marco Landázuri Romo        |
| Frente Radical Alfarista Partido Liberal Radical Ecuatoriano |          | Wilson Merino Machado (FRA) | Wilson Merino Machado (FRA) |
| Pachakutik-Nuevo País                                        |          | Napoleón Saltos Galarza     | Napoleón Saltos Galarza     |

#### Sucumbíos
| Partido                  | Diputado | Diputado               |
| ------------------------ | -------- | ---------------------- |
| Democracia Popular       |          | Carlos Vidal Espinosa  |
| Partido Social Cristiano |          | Heinert Gonzabay Pérez |

#### Tungurahua
| Partido                         | Diputado                | Diputado               |
| ------------------------------- | ----------------------- | ---------------------- |
| Partido Social Cristiano        |                         | Milton Fabara Torres   |
| Partido Social Cristiano        | Lourdes Andina Espinoza |                        |
| Partido Conservador Ecuatoriano |                         | Marcelo Saltos Galarza |

#### Zamora Chinchipe
| Partido                  | Diputado | Diputado           | Diputado               |
| ------------------------ | -------- | ------------------ | ---------------------- |
| Democracia Popular       |          |                    | Angel Torres Maldonado |
| Partido Social Cristiano |          | Luis Delgado Tello | Luis Delgado Tello     |

Fuente:

## Diputados que dejaron sus curules
| Diputado                 | Partido               | Motivo                                                          | Reemplazo                    | Partido               | Ref.   |
| ------------------------ | --------------------- | --------------------------------------------------------------- | ---------------------------- | --------------------- | ------ |
| Fabián Alarcón Rivera    | FRA                   | Renuncia Asume como Presidente de la República                  | Samuel Belletini Zedeño      | PLRE                  | [ 5 ]  |
| Hermel Campaña Baux      | DP                    | Destitución                                                     | Ulises Barragán Vinueza      | DP                    | [ 6 ]  |
| Homero Fuertes Romero    | PCE                   | Destitución                                                     | Celso Estrada Pancho         | PCE                   | [ 6 ]  |
| Andrés Romo Molina       | PRE                   | Destitución                                                     | Marco Quelal Pavón           | PRE                   | [ 6 ]  |
| Germán Pozo Yépez        | APRE                  | Destitución                                                     | José Rivadeneira Rivadeneira | APRE                  | [ 6 ]  |
| Eduardo Véliz Véliz      | DP                    | Destitución                                                     | Fanny Uribe López            | DP                    | [ 6 ]  |
| Fernando Rosero González | PRE                   | Renuncia Designado como Contralor General                       | Héctor García Castillo       | PRE                   | [ 7 ]  |
| Miguel Salem Kronfle     | PRE                   | Renuncia Designado como Secretario de la Administración Pública | Franklin Vásquez Aguilar     | PRE                   | [ 7 ]  |
| Eduardo Azar Mejía       | PRE                   | Destitución                                                     | Farid Yapur Auad             | PRE                   | [ 8 ]  |
| Jorge Marún Rodríguez    | PRE                   | Renuncia Designado como Ministro de Industrias                  | Jorge Noboa Llerena          | PRE                   | [ 9 ]  |
| Mario Meza Freire        | ID                    | Destitución                                                     | César Bermeo Villarreal      | ID                    | [ 6 ]  |
| Carlos Medina Gallegos   | DP                    | Destitución                                                     | Raúl Delgado Zúñiga          | DP                    | [ 6 ]  |
| José Avilés Huatatoca    | Pachakutik-Nuevo País | Destitución                                                     | Freddy Estrella Arias        | Pachakutik-Nuevo País | [ 6 ]  |
| Héctor Villamil Gualinga | Pachakutik-Nuevo País | Destitución                                                     | Ulbio Freire Pozo            | Pachakutik-Nuevo País | [ 6 ]  |
| Santiago Bucaram Ortiz   | PRE                   | Destitución                                                     | Helmo Patricio Velasco Orbe  | PRE                   | [ 6 ]  |
| Carlos Vidal Espinosa    | DP                    | Destitución                                                     | Juan Manuel Fuertes Rivera   | DP                    | [ 6 ]  |
| Milton Fabara Torres     | PSC                   | Destitución                                                     | Carlos Torres Torres         | PSC                   | [ 6 ]  |
| Marcelo Saltos Galarza   | PCE                   | Destitución                                                     | Hernán Castro Montenegro     | PCE                   | [ 6 ]  |
| Marco Flores Troncoso    | PSC                   | Renuncia Designado como Ministro de Economía                    | Raúl Rivas Pazmiño           | PSC                   | [ 10 ] |
| Raúl Baca Carbo          | ID                    | Renuncia Designado como Ministro de Energía                     | Nicolás Issa Obando          | ID                    | [ 11 ] |